# Felipe Martínez Marzoa
Felipe Martínez Marzoa (Vigo, 1943) és un filòsof i professor gallec de la Universitat de Barcelona.
L'any 1982 presentà una tesi doctoral sobre "La teoría del valor de Marx en la filosofía moderna", dirigida per Jacobo Muñoz Veiga, a la Universidad Complutense de Madrid. L'estudi i la influència de Martin Heidegger, reconeguda en indrets de la seva obra, el menaran, seguint a aquest autor, a allunyar-se de l'anàlisi dels seus textos per a centrar-se, definitivament, en l'hermenèutica en dos àmbits de la història de la filosofia: el grec i el modern.

## Obra escrita

### Llibres
- Muestras de Platón, Madrid, 2007
- El decir griego, Madrid, 2006
- El saber de la comedia,[3] Madrid, 2005.
- Lingüística fenomenológica, Madrid, 2001
- Lengua y tiempo, Madrid, 1999.
- Heidegger y su tiempo, Barcelona, 1999.
- Ser y diálogo: leer a Platón, Madrid, 1996.[4]
- Hölderlin y la lógica hegeliana, Madrid, 1995.
- Historia de la filosofía antigua, Barcelona, 1995.
- Historia de la filosofía (vólumenes 1 y 2) Nueva edición revisada, Madrid, 1994.
- De Kant a Hölderlin, Madrid, 1992.
- Cálculo y ser: (aproximación a Leibniz), Madrid, 1991.
- De Grecia y la Filosofía, Murcia, 1990.
- Releer a Kant, Barcelona, 1989.
- Desconocida raíz común: (estudio sobre la teoría kantiana de lo bello), Madrid, 1987.
- Heráclito-Parménides (Bases para una lectura). Publicaciones de la Univ., Murcia, 1987.
- El sentido y lo no-pensado: apuntes para el tema "Heidegger y los griegos", Murcia, 1985.
- La filosofía de "El capital" de Marx, Madrid, 1983.
- (Re)introducción o marxismo, Vigo, 1980.
- Revolución e ideología, Barcelona, 1979.
- Ensaios marxistas, A Coruña, 1978.
- De la revolución, Madrid, 1976.
- Iniciación a la Filosofía, Madrid, 1974
- Historia de la Filosofía. Filosofía antigua y medieval, Madrid, 1973.
- Historia de la Filosofía. Filosofía moderna y contemporánea, Madrid, 1973.